# 204-я воздушно-десантная бригада (2-го формирования)
204-я воздушно-десантная бригада — воинское соединение Вооружённых Сил СССР, принимавшее участие в Великой Отечественной войне.

## История
Бригада была заново сформирована в октябре 1941 года в городе Марксштадте. Часть десантников 204 воздушно-десантной бригады  1-го формирования в конце ноябре также вошли в состав новой 204-й бригады. В декабре бригада железнодорожными эшелонами была передислоцирована в Люберцы. Бригада разместилась на Октябрьском проспекте в школе № 6 и других школах, а офицеры - в доме техники при заводе сельхозмашин Ухтомского.
В Действующей армии:
- февраль - апрель 1942 г.

17 февраля за линию фронта  десантируется 4-й парашютно-десантный батальон (пдб) 204-й воздушно-десантной бригады под началом  старшего лейтенанта П.А. Белоцерковского с целью содействия штабу 29 армии, окружённой в начале февраля 1942 года в ходе немецкого контрнаступления под  Ржевом. Десантирование проводилось в район деревни Окороково. Десантники были вынуждены вступить в бой сразу же по приземлении. Десантники использовались как ударные группы, прикрывая отход выходящих из окружения частей. Штаб 29-й армии вышел из окружения в ночь с 18 на 19 февраля, другие части 29-й армии 19, 20 и 21 февраля.
В ходе Демянской наступательной операции силами войск Северо-Западного и Калининского фронтов был окружён 2-й армейский корпус вермахта численностью до 100 000 человек. Немцы оказывали упорное сопротивление, и  попытки уничтожить «котел» оказались неудачными. В этих условиях командованием Северо-Западного фронта  было принято решение  с целью дезорганизации  гитлеровских войск и рассечению линии обороны в «котел»  направить три воздушно-десантные бригады: 1-ю и 2-ю манёвренные воздушно-десантные бригады (мвдбр), 204-ю воздушно-десантную бригаду (вдбр).
4-й  пдб 204-й воздушно-десантной бригады в течение 15 - 18 февраля был десантирован с воздуха внутрь «котла» в район болота Невий Мох для подготовки баз и разведки. В начале марта остальные батальоны бригады были переброшены в район Валдая и 11 марта начали выдвижение в тыл противника. Сначала на автомашинах, затем, достигнув линии фронта, на лыжах. Движение осуществлялось по маршруту: Выползово-Веретейка-Гривка-Свинорой. 12 марта в районе деревни Пустыня бригада вступила в огневой контакт с немецким гарнизоном  в результате которого две роты одного из батальонов  бригады ушли на север «котла» вместе с 2-й мвдбр и действовали отдельно от остальных сил бригады. 15 марта около деревни Дедно батальоны бригады попали под артиллерийский обстрел противника и понесли серьёзные потери. Комбат 2-го пдб ушёл в разведку и пропал без вести, батальоном стал временно командовать начальник разведки бригады майор Гавриленко. В ночь с 15 на 16 марта 2-й и 3-й батальоны переправились через реку Полометь и наткнулись на группы немецких автоматчиков. В этих условиях майор Гавриленко приказал отступать за реку Полометь. 2-й пдб и часть других подразделений бригады общей численностью 1700 человек вернулась в  деревню Свинорой и в дальнейших операциях внутри «котла» не принимали участия. В ночь с 18 на 19 марта часть 1-го пдб и управления бригады во главе комбригом – подполковником Г.З. Гринёвым , переправились в районе деревни Весики на восточный берег реки Полометь и соединились с 3-м пдб (командир батальона –Ф.Е. Пустовгар). Таким образом, в боях внутри «котла» участвовали около 1000 бойцов бригады. 22 марта силами 1-й мвдбр и 204 вдбр планировался удар по размещённому в деревне Добросли штабу 2-го армейского корпуса. Однако ещё на подходе к Добросли десантники 204-й вдбр попали под пулемётный и артиллерийский огонь и были вынуждены отойти, не поддержав атаку 1-й мвдбр.  22 марта  1-я мвдбр и 204-я вдбр с боем пробились  через Демянское шоссе на юг «котла».  В ночь с 24 на 25 марта под немецким артогнём десантники 204-й вдбр с окраины болота Гладкое атаковали штаб 12-й пехотной дивизии в деревне Игожево. В ходе боя, по немецким данным, бригада в этом бою потеряла около 180 бойцов, включая комбата 1-го пдб. В результате 7-часового боя немцы удержали штаб, а отход подразделений бригады привёл к их разделению. Часть, включая комбрига Гринёва, ушла обратно, на север «котла», в район деревни Шумилов Бор, а часть, под командованием комиссара бригады Д.Н. Никитина, отошла к озеру Гладкому. 28 марта была предпринята попытка прорыва частей бригады во главе с Никитиным из «котла» на юг, у деревни Чёрная. Немецкие части отбили атаку десантников. Оставшиеся в строю, бойцы решили уйти на север «котла», но не смогли из-за ожесточённого сопротивления гитлеровцев пробиться через Демянское шоссе. Только 7 апреля у деревни Андреевская, оставшиеся в строю, десантники 204-й вдбр во главе с комиссаром Никитиным вышли из «котла».
В конце апреля  204 –я вдбр была снята с передовой и отправлена на формирование в Подмосковье, посёлок Малаховку.
2 августа 1942 года 204-я вдбр 1-го воздушно-десантного корпуса была преобразована в 114-й гвардейский стрелковый полк 37-й гвардейской стрелковой дивизии.

## Полное наименование
- 204-я воздушно-десантная бригада

## Боевой состав
- управление
- 1-й воздушно-десантный батальон
- 2-й воздушно-десантный батальон
- 3-й воздушно-десантный батальон
- 4-й воздушно-десантный батальон
- школа младшего командного состава
- отдельный артиллерийский дивизион
- отдельная зенитно-пулемётная рота
- сапёрная рота
- отдельная рота связи

## Подчинение
| Дата            | Фронт (округ)             | Армия | Корпус                        | Примечания |
| --------------- | ------------------------- | ----- | ----------------------------- | ---------- |
| 01.10.1941 года | Приволжский военный округ | -     | 1-й воздушно-десантный корпус | -          |
| 01.11.1941 года | Приволжский военный округ | -     | 1-й воздушно-десантный корпус | -          |
| 01.12.1941 года | Приволжский военный округ | -     | 1-й воздушно-десантный корпус | -          |
| 01.01.1942 года | Московский военный округ  | -     | 1-й воздушно-десантный корпус | -          |
| 01.02.1942 года | Московский военный округ  | -     | 1-й воздушно-десантный корпус | -          |
| 01.03.1942 года | Московский военный округ  | -     | 1-й воздушно-десантный корпус | -          |
| 01.04.1942 года | Северо-Западный фронт     | -     | -                             | -          |
| 01.05.1942 года | Московский военный округ  | -     | 1-й воздушно-десантный корпус | -          |
| 01.06.1942 года | Московский военный округ  | -     | 1-й воздушно-десантный корпус | -          |
| 01.07.1942 года | Московский военный округ  | -     | 1-й воздушно-десантный корпус | -          |

## Командиры бригады
- Гринёв, Георгий Захарович, подполковник
- Светляков, Анисим Илларионович, полковник